# Peter Risi
Peter Risi (* 16. Mai 1950 in Buochs; † 11. Dezember 2010 ebenda) war ein Schweizer Fussballspieler, der dreimal in der schweizerischen Nationalliga A die Krone als Torschützenkönig erringen konnte und in der Saison 1975/76 mit dem FC Zürich das Double mit Meisterschaft- und Cuperfolg erreichte. Mit 1,74 Meter und 76 Kilogramm war er ein wendiger Stürmer, der auch 15-mal in der Schweizer Fussballnationalmannschaft auflief.

## Laufbahn
In seiner Karriere spielte er für den SC Buochs, den FC La Chaux-de-Fonds, den FC Winterthur, den FC Zürich sowie den FC Luzern. In den Saisons 1975/76, 1978/79 und 1980/81 war Risi Torschützenkönig in der höchsten Schweizer Liga. Der aus Buochs stammende Angreifer feierte seine grössten Erfolge beim FC Zürich. Herausragend war die Saison 1975/76 mit Trainer Timo Konietzka, als er den Double-Gewinn und sein Durchsetzen in der Torjägerliste mit 33 Toren vor den nächstplatzierten Slobodan Santrač und Walter Müller mit jeweils 12 Treffern feierte. Mit dem FC Winterthur verlor er 1975 das Cupfinale mit 1:2 Toren gegen den FC Basel. Erstmals auf seine Torjägerqualitäten machte er in der Saison 1972/73 mit 16 Toren auf sich aufmerksam und belegte damit den dritten Rang in der Torschützenliste hinter Ottmar Hitzfeld und Ove Grahn. Als Risi ab 1979/80 beim FC Luzern stürmte, konnte er mit dem Verein keine spektakulären Erfolge erringen. Umso eindrucksvoller waren deshalb sein dritter Gewinn 1980/81 in der Torschützenliste und sein dritter Rang 1982/83, als er mit einem Club aus dem hinteren Mittelfeld nochmals nachdrücklich auf seine Torjägerqualitäten aufmerksam machen konnte. In der Torschützenliste seit 1960 führt Risi mit 216 Toren in 370 NLA-Spielen die Rangliste vor Fritz Künzli und Rolf Blättler an.
Herausragend waren die Spiele im Meistercup 1976/77, als Risi und seine Mannschaftskollegen des FC Zürich über Glasgow Rangers, Turku PS und Dynamo Dresden in den Halbfinal einzogen und dort erst am späteren Cupsieger FC Liverpool scheiterten.
Zwischen 1974 und 1977 absolvierte er 15 Spiele für die Schweizer Fussballnationalmannschaft und erzielte dabei drei Tore. Sein Debüt in der «Nati» hatte er am 9. Juni 1974 in Malmö bei einem 0:0-Remis gegen Schweden. Mit seinem 15. Einsatz am 21. September 1977 in Bern gegen Spanien (1:2-Niederlage) beendete er seine Laufbahn in der Nationalmannschaft.